# Vredeskerk (Katwijk)
De Vredeskerk is een kerkgebouw te Katwijk aan Zee in de Nederlandse provincie Zuid-Holland. De kerk werd gebouwd naar een ontwerp van H.J. Jesse en werd als gereformeerde kerk in gebruik genomen in 1905.
In 1955 werd de kerk gemoderniseerd, in 1964 kreeg het gebouw de naam 'Vredeskerk'. De kerk is in gebruik bij de Katwijkse gereformeerden die zijn aangesloten bij de Protestantse Kerk in Nederland. Op initiatief van het Cuypersgenootschap werd het gebouw in 2011 een gemeentelijk monument. Hierdoor werd een gewenste verkoop van het gebouw onmogelijk. In 2012 en 2013 werd de kerk opnieuw gerenoveerd. Deze renovatie werd bekostigd uit de opbrengst van de verkoop van de Triumfatorkerk aan de Hersteld Hervormde Gemeente. Met Pinksteren 2013 werd de kerk opnieuw officieel in gebruik genomen.
Het in de kerk aanwezige Bätzorgel is oorspronkelijk afkomstig uit de Doopsgezinde Kerk te Utrecht. Het dateert van 1765 en stond later in de Oude- of Andreaskerk te Katwijk.

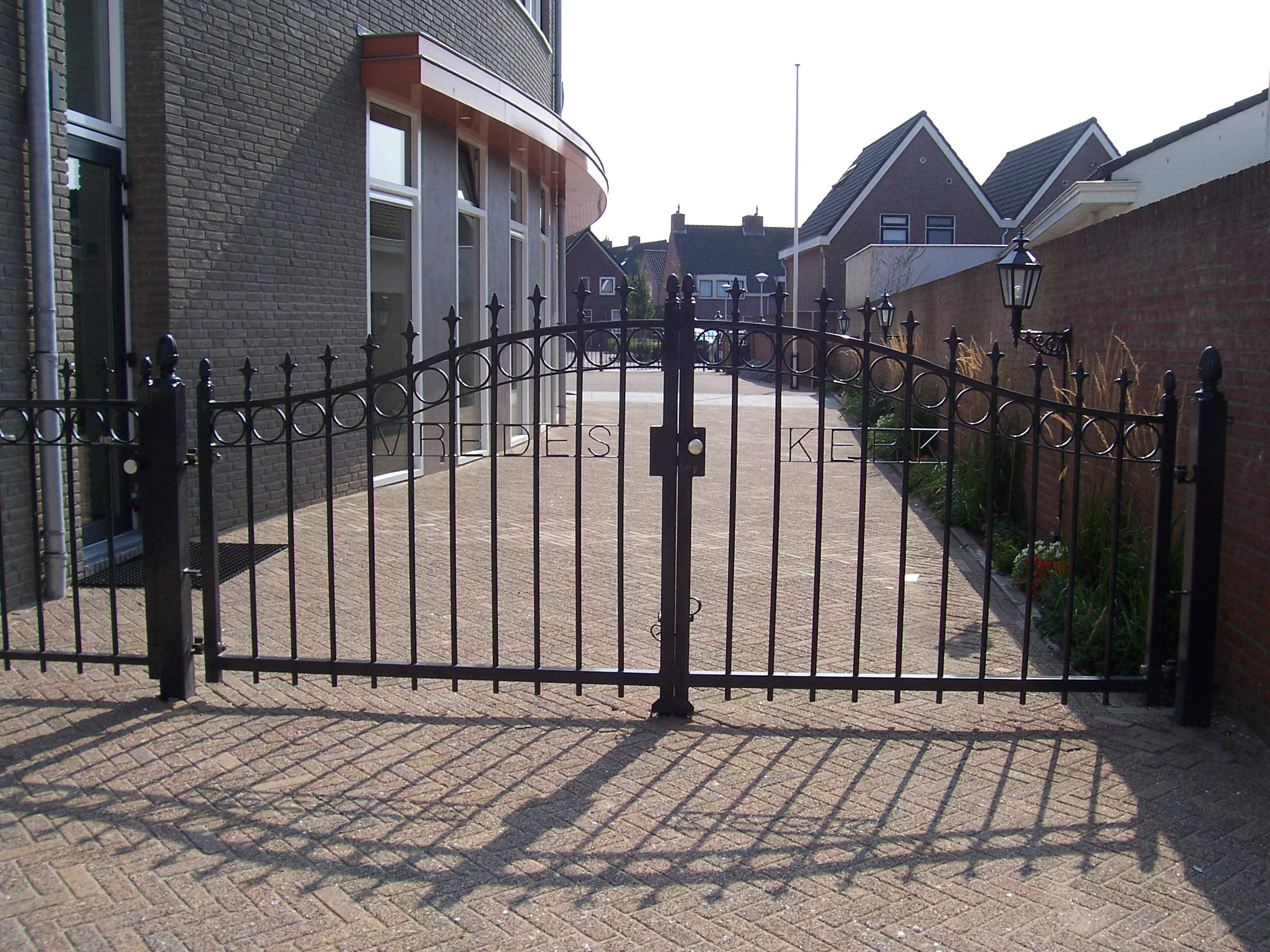
Vredeskerk, hek vanaf Voorstraat
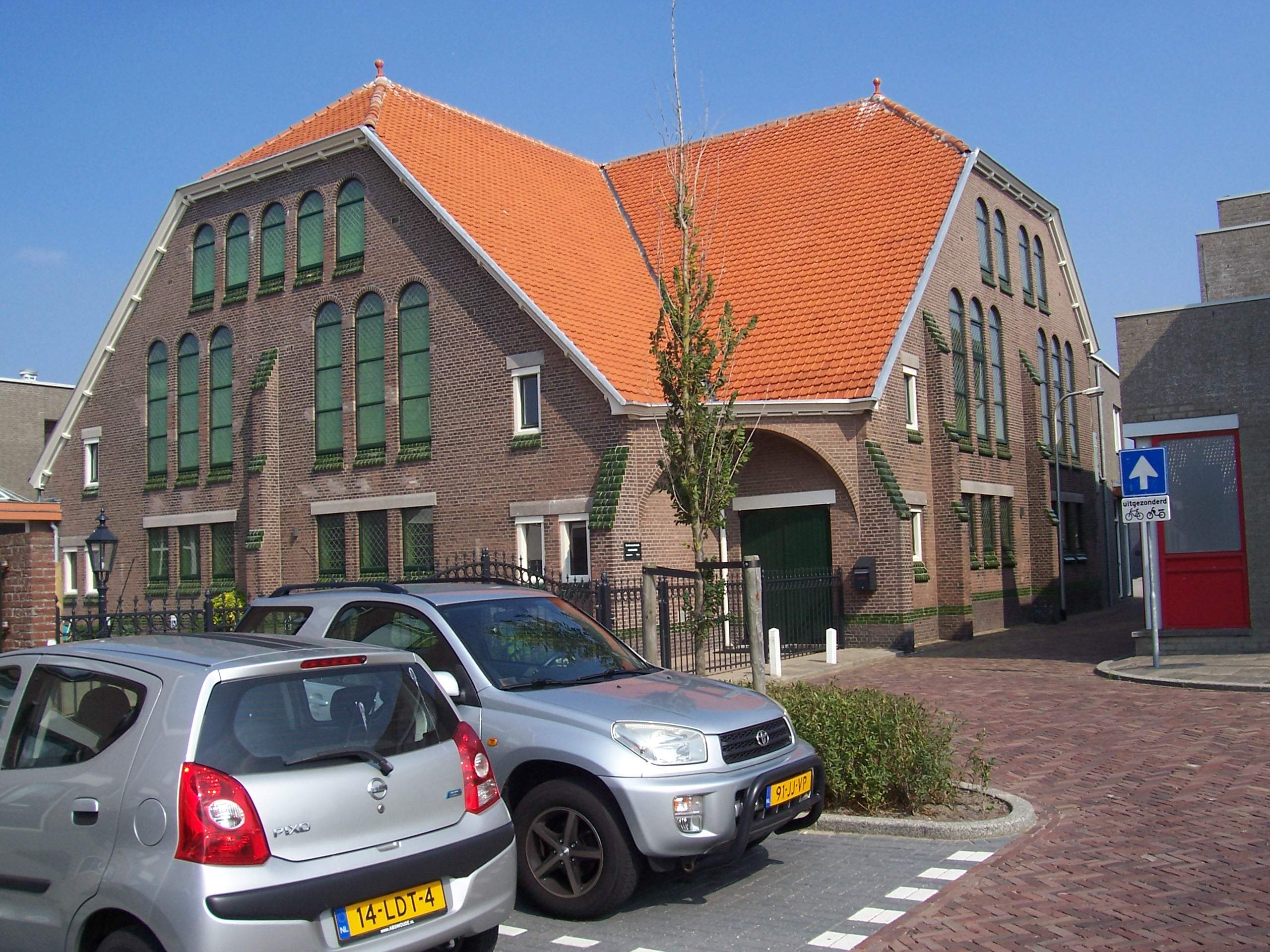
Vredeskerk, vanaf Baljuwstraat
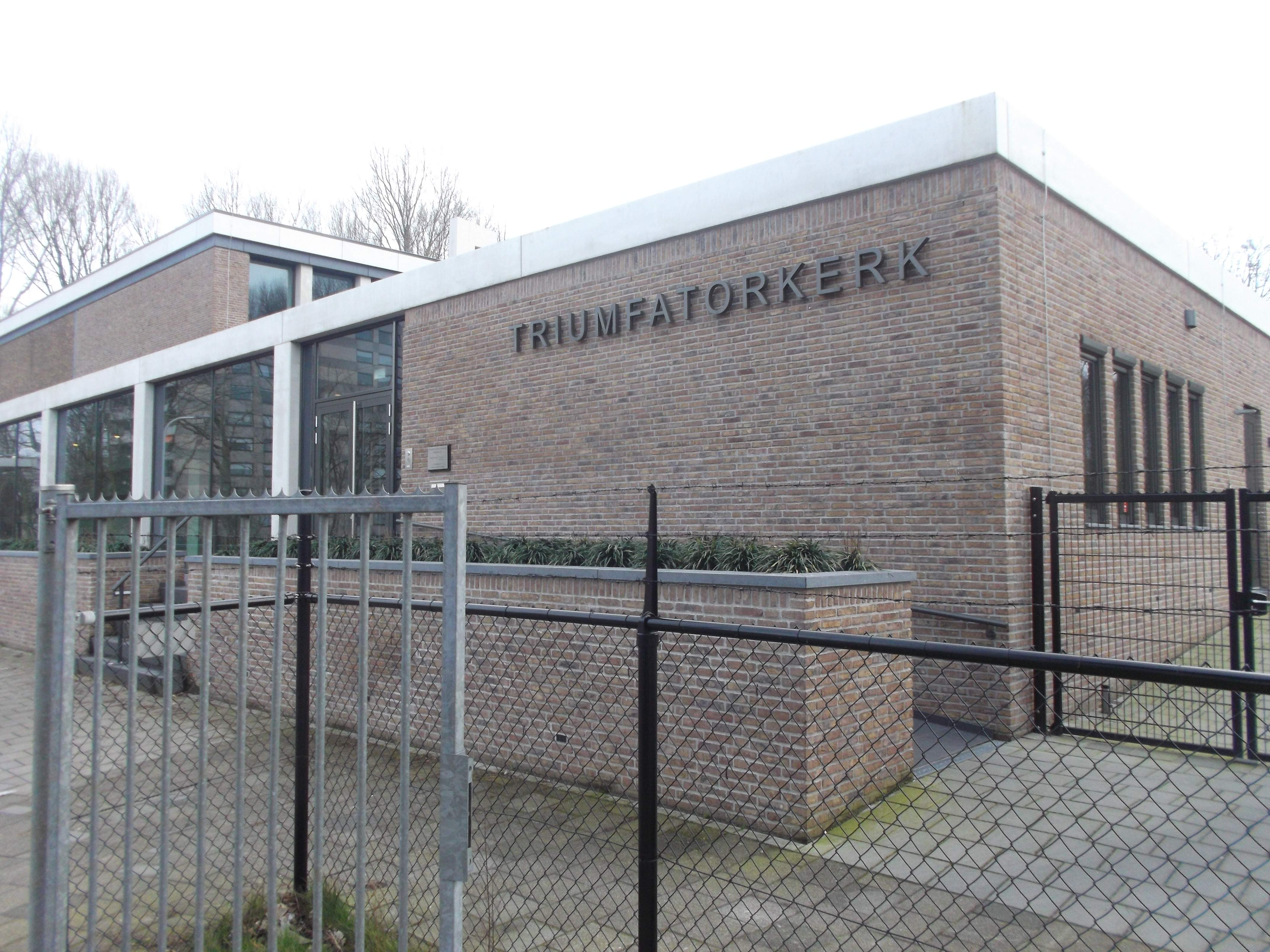
Triumfatorkerk, Piet Heinlaan, gerenoveerd en uitgebreid, eigendom Hersteld Hervormde Gemeente